# AVN Award for Best Group Sex Scene
L'AVN Award for Best Group Sex Scene è un premio pornografico assegnato agli attori impegnati in una scena di gruppo votata come migliore dalla AVN, l'ente che assegna gli AVN Awards, riconosciuti come i migliori premi del settore (paragonabile al Premio Oscar). Dal 2022 il premio viene assegnato con il nome di "Best Foursome/Orgy Scene".
Come per gli altri premi, viene assegnato nel corso di una cerimonia che si svolge a Las Vegas, solitamente nel mese di gennaio, dal 1989.

## Vincitori

### Anni 1980
| Anno | Vincitori                                           | Titolo                    |
| ---- | --------------------------------------------------- | ------------------------- |
| 1989 | Aja Dana Lynn Lisa Bright Blake Palmer Joey Silvera | Ghostess With The Mostess |

### Anni 1990
| Anno      | Vincitori                                                                      | Vincitori                                                       | Titolo                                                              | Titolo                      |
| --------- | ------------------------------------------------------------------------------ | --------------------------------------------------------------- | ------------------------------------------------------------------- | --------------------------- |
| 1990      | Debi Diamond Randy West Marc Wallice Blake Palmer Jesse Eastern                | Debi Diamond Randy West Marc Wallice Blake Palmer Jesse Eastern | Gang Bangs 2                                                        | Gang Bangs 2                |
| 1991      | Sunny McKay Alexandria Quinn Rocco Siffredi                                    | Sunny McKay Alexandria Quinn Rocco Siffredi                     | Buttman's Ultimate Workout                                          | Buttman's Ultimate Workout  |
| 1992      | Silver Zara Whites Rocco Siffredi                                              | Silver Zara Whites Rocco Siffredi                               | Buttman's European Vacation                                         | Buttman's European Vacation |
| 1993      | Ashlyn Gere Marc Wallice T.T. Boy                                              | Ashlyn Gere Marc Wallice T.T. Boy                               | Realities 2                                                         | Realities 2                 |
| Anno      |                                                                                |                                                                 |                                                                     |                             |
| Vincitori |                                                                                |                                                                 |                                                                     |                             |
| Film      | Titolo                                                                         | Video                                                           | Titolo                                                              |                             |
| 1994      | Francesca Lé Tyffany Million Jon Dough Lacy Rose Crystal Wilder Rocco Siffredi | New Wave Hookers 3                                              | Roxanne Blaze Crystal Wilder Steven St. Croix                       | A Blaze Of Glory            |
| 1995      | Misty Rain Diva Debi Diamond Gerry Pike                                        | Sex                                                             | Leena Lacy Rose Tony Martino Gerry Pike Alex Sanders                | Pussyman 5                  |
| 1996      | Dorian Grant Tabitha Tony Montana                                              | Borderline                                                      | Erica Bella Stephanie Sartori Mark Davis Sean Michaels              | World Sex Tour 1            |
| 1997      | Christy Canyon Tony Tedeschi Vince Vouyer Steven St. Croix                     | The Show                                                        | Missy Taren Steele Hakan Serbes Alex Sanders                        | American Tushy!             |
| 1998      | Anna Romero Sasha Vinni Drew Reese Kevin James                                 | Zazel                                                           | Alyssa Love Holli Woods Katie Gold Shay Sweet Peter North           | Gluteus To The Maximus      |
| 1999      | Taylor Hayes Mr. Marcus Billy Glide                                            | Masseuse 3                                                      | Alisha Klass Samantha Stylle Halli Aston Wendy Knight Sean Michaels | Tushy Heaven                |

### Anni 2000
| Anno |                                                                                                  |                                                                              | |                                      |
| Anno | Vincitori                                                                                        | Vincitori                                                                    | Vincitori | Vincitori                            |
| Anno | Film                                                                                             | Titolo                                                                       | Video | Titolo                               |
| ---- | ------------------------------------------------------------------------------------------------ | ---------------------------------------------------------------------------- | --- | ------------------------------------ |
| 2000 | Wendi Knight Brandon Iron Pat Myne Michael J. Cox                                                | Nothing To Hide 3                                                            | Nina Hartley Chloe Sydnee Steele Inari Vachs Ava Vincent Chandler Jazmine Tristan Taormino | Ultimate Guide To Anal Sex For Women |
| 2001 | Violet Love Wendi Knight Brandon Iron                                                            | Les Vampyres                                                                 | Alisha Klass McKayla Matthews Hakan Serbes | Mission To Uranus                    |
| 2002 | Taylor Hayes Dale DaBone Taylor St. Claire                                                       | Fade To Black                                                                | Trevor Bridgette Kerkove Ava Vincent Nikita Denise Herschel Savage | Succubus                             |
| 2003 | Friday Taylor St. Claire Sharon Wild Rocco Siffredi                                              | The Fashionistas                                                             | Angel Long Jay Ashley Pat Myne | Assficianado                         |
| 2004 | Dru Berrymore AnneMarie Taylor St. Claire Savanna Samson Dale DaBone Mickey G. Steven St. Croix  | Looking In                                                                   | Ashley Long Julie Night Nacho Vidal Manuel Ferrara | Back 2 Evil                          |
| 2005 | Katsuni Savanna Samson Alec Metro                                                                | Dual Identity                                                                | Venus Ariana Jollee Staci Thorn Zena Louisa Trinity Jasmine Nike Melanie X | Orgy World 7                         |
| 2006 | Alicia Alighatti Penny Flame Dillan Lauren Hillary Scott Randy Spears John West                  | Dark Side                                                                    | Smokey Flame Audrey Hollander Jassie Kimberly Kane Otto Bauer Scott Lyons Kris Slater Scott Nails | Squealer                             |
| 2007 | Carmen Hart Katsuni Kirsten Price Mia Smiles Eric Masterson Chris Cannon Tommy Gunn Randy Spears | FUCK                                                                         | Belladonna Mélissa Lauren Jenna Haze Gianna Michaels Sandra Romain Adrianna Nicole Flower Tucci Sasha Grey Nicole Sheridan Marie Luv Caroline Pierce Lea Baren Jewell Marceau Jean Val Jean Christian XXX Voodoo Chris Charming Erik Everhard Mr. Pe | Fashionistas Safado: The Challenge   |
| 2008 | Stefani Morgan Savanna Samson Monique Alexander Evan Stone Christian Jay Huntington              | Debbie Does Dallas...Again                                                   | Annette Schwarz Sintia Stone Judith Fox Vanessa Hill Rocco Siffredi | Fashionistas Safado: Berlin          |
| Anno | Vincitori                                                                                        | Vincitori                                                                    | Titolo | Titolo                               |
| 2009 | Hillary Scott Heidi Mayne Mark Davis Alec Knight Cheyne Collins Alex Sanders                     | Hillary Scott Heidi Mayne Mark Davis Alec Knight Cheyne Collins Alex Sanders | Icon | Icon                                 |

### Anni 2010
| Anno | Vincitori | Titolo                         |
| ---- | --- | ------------------------------ |
| 2010 | Jessica Drake Kirsten Price Alektra Blue Mikayla Mendez Kaylani Lei Tory Lane Jayden Jaymes Kayla Carrera Randy Spears Brad Armstrong Rocco Reed Marcus London Mick Blue T.J. Cummings | 2040                           |
| 2011 | Alexis Texas Kristina Rose Gracie Glam Michael Stefano | Buttwoman Vs. Slutwoman        |
| 2012 | Asa Akira Erik Everhard Toni Ribas Danny Mountain Jon Jon Broc Adams Ramón Nomar John Strong                                                                                           | Asa Akira Is Insatiable 2      |
| 2013 | Asa Akira Erik Everhard Ramón Nomar Mick Blue | Asa Akira Is Insatiable 3      |
| 2014 | Bonnie Rotten Karlo Karrera Tony DeSergio Mick Blue Jordan Ash | The Gang Bang Of Bonnie Rotten |
| 2015 | A.J. Applegate John Strong Erik Everhard Mr. Pete Mick Blue Ramón Nomar James Deen Jon Jon                                                                                             | Gangbang Me                    |
| 2016 | Keisha Grey Mick Blue James Deen Jon Jon John Strong Erik Everhard | Gangbang Me 2                  |
| 2017 | Jojo Kiss Katrina Jade Casey Calvert Goldie Rush Keisha Grey Prince Yahshua Lexington Steele Rico Strong                                                                               | Orgy Masters 8                 |
| 2018 | Angela White Mick Blue Xander Corvus Markus Dupree Toni Ribas John Strong | Angela 3                       |
| 2019 | Tori Black Jessa Rhodes Mia Malkova Abella Danger Kira Noir Vicki Chase Angela White Ana Foxxx Bambino Mick Blue Ricky Johnson Ryan Driller Alex Jones                                 | After Dark                     |

### Anni 2020
| Anno | Vincitori | Titolo                       |
| ---- | --- | ---------------------------- |
| 2020 | Angela White Autumn Falls Alina Lopez Lena Paul Manuel Ferrara | Drive                        |
| 2021 | Angela White Whitney Wright Britney Amber India Summer Jane Wilde Avi Love Seth Gamble Codey Steele Ryan Driller Eric Masterson | Climax                       |
| 2022 | Marica Hase Lulu Chu Scarli Scandal Mona Wales Destiny Crux Oliver Flynn | Chaired                      |
| 2023 | Violet Myers Vicki Chase Vic Marie Vanna Bardot Nicole Doshi Savannah Bond Anton Harden Richard Mann Isiah Maxwell Jonathan Jordan Brickzilla Garland Jay Hefner John Legendary Tyrone Love Stretch Zaddy                                                                     | Blacked Raw V56              |
| 2024 | Gianna Dior Kylie Rocket Richard Mann Dwayne Fox | All For Us / Blacked Raw V70 |
| 2025 | Angela White Cherie DeVille Alexis Fawx Monique Alexander Luna Star Ryan Reid Gal Ritchie Queenie Sateen Kira Noir Kayley Gunner Abigail Morris Lily Lou JMac Manuel Ferrara Mick Blue Keiran Lee Van Wylde Alex Jones Ricky Johnson Scott Nails Hollywood Cash Isiah Maxwell | 20 for 20                    |